# Rhamnus hemsleyana
Rhamnus hemsleyana är en brakvedsväxtart som beskrevs av Camillo Karl Schneider. Rhamnus hemsleyana ingår i släktet getaplar, och familjen brakvedsväxter. Utöver nominatformen finns också underarten R. h. yunnanensis.